# ریگ‌ماهی
ریگ ماهی اسکینک معمولی(نام علمی: Scincus scincus) نام یک گونه از تیره سقنقور است.
در اطراف رودخانه نیل در مصر شکار می شود. چنین پندارند که نسل تمساح است و در خشکی می زید. مفیدترین اجزایش پیرامون های گرده ( کلیه) است. اندامان راننده: آرزوی جماع را به حدی برانگیزد که تا سوپ عدس و کاهو نخورند فرو ننشیند. ( از کتاب قانون بوعلی جلد دوم ص ۲۵۱)